# Une princesse à bord
Pour plus de détails, voir Fiche technique et Distribution.
Une princesse à bord (titre original : The Princess Comes Across) est un film américain réalisé par William K. Howard, sorti en 1936.

## Synopsis
Wanda Nash, une actrice de Brooklyn, décide de se faire passer pour la princesse Olga de Suède afin de décrocher un contrat de film avec un grand studio d'Hollywood. À bord du paquebot Mammoth, à destination de New York, elle rencontre King Mantell, un chef d'orchestre jouant de l'accordéon et ayant un long casier judiciaire derrière lui. Tous deux font alors l'objet d'un chantage de la part de Robert M. Darcy et après le meurtre de Darcy, ils deviennent deux des principaux suspects du meurtre. Ils doivent trouver le véritable tueur avant que les cinq inspecteurs de police voyageant sur le navire ne puissent leur mettre la main dessus.

## Fiche technique
- Titre : Une princesse à bord
- Titre original : The Princess Comes Across
- Réalisation : William K. Howard
- Scénario : Walter DeLeon, Francis Martin, Don Hartman et Frank Butler d'après le roman de Louis Lucien Rogger[1] et de l'adaptation de Philip MacDonald
- Producteur : Arthur Hornblow Jr. et William LeBaron producteur exécutif (non crédité)
- Société de production : Paramount Pictures
- Musique : John Leipold (non crédité)
- Photographie : Ted Tetzlaff
- Montage : Paul Weatherwax
- Direction artistique : Hans Dreier et Ernst Fegté
- Costumes : Travis Banton
- Distribution : Paramount Pictures
- Langue : Anglais - Français - Suédois
- Pays d'origine :  États-Unis
- Format : noir et blanc - Son : Mono (Western Electric Noiseless Recording)
- Genre : Screwball comedy
- Durée : 76 minutes
- Date de sortie :
  - États-Unis : 22 mai 1936

## Distribution
- Carole Lombard : Wanda Nash/Princesse Olga
- Fred MacMurray : Roi Mantell
- Douglass Dumbrille : Inspecteur Lorel
- Alison Skipworth : Lady Gertrude Allwyn
- George Barbier : Capitaine Nicholls
- William Frawley : Benton
- Porter Hall : Robert M. Darcy
- Lumsden Hare : Inspecteur Cragg
- Sig Ruman : Inspecteur Steindorf
- Mischa Auer : Inspecteur Morevitch
- Bradley Page : L'étranger
- Tetsu Komai : Inspecteur Kawati